# Llenguatge de programació visual
En informàtica, un llenguatge de programació visual (VPL de l'anglès: Visual Programming Language) és qualsevol llenguatge de programació que permet als usuaris crear programes mitjançant la manipulació d'elements del programa gràficament en lloc d'especificar-los textualment. El VPL permet la programació amb expressions visuals, arranjaments espacials de símbols de text i gràfics, utilitzats tant com a elements de la sintaxi com a elements de notació secundària. Per exemple, molts VPL's (conegut com a flux de dades o programació esquemàtica) es basen en la idea de "caixes i fletxes", on les caixes o altres objectes de la pantalla són tractats com a entitats, connectats per fletxes, línies o arcs que representen les relacions.

## Llista de llenguatges visuals
Es pot fer esment dels més coneguts :

### Programaris educatius
- App Inventor del MIT: creador d'aplicacions per Android. Basat en el programari Blockly.
- Snap!: llenguatge d'edició educatiu.

### Programaris multimèdia
- Blender: editor 3D.

- Max (programari): adreçat al camp musical.
- Pure Data: adreçat al camp musical i també enllumenat.

### Programaris video jocs
- Unity: entorn creació de jocs.
- Unreal Engine: motor de creació de jocs.

### Programaris de simulació de sistemes
- LabVIEW: adreçat a enginyers i científics.
- GNU Radio: per a definir ràdios via programari.
- Simulink: simulació de sistemes.

### Bases de dades

Exemples d'eines de programació visual.
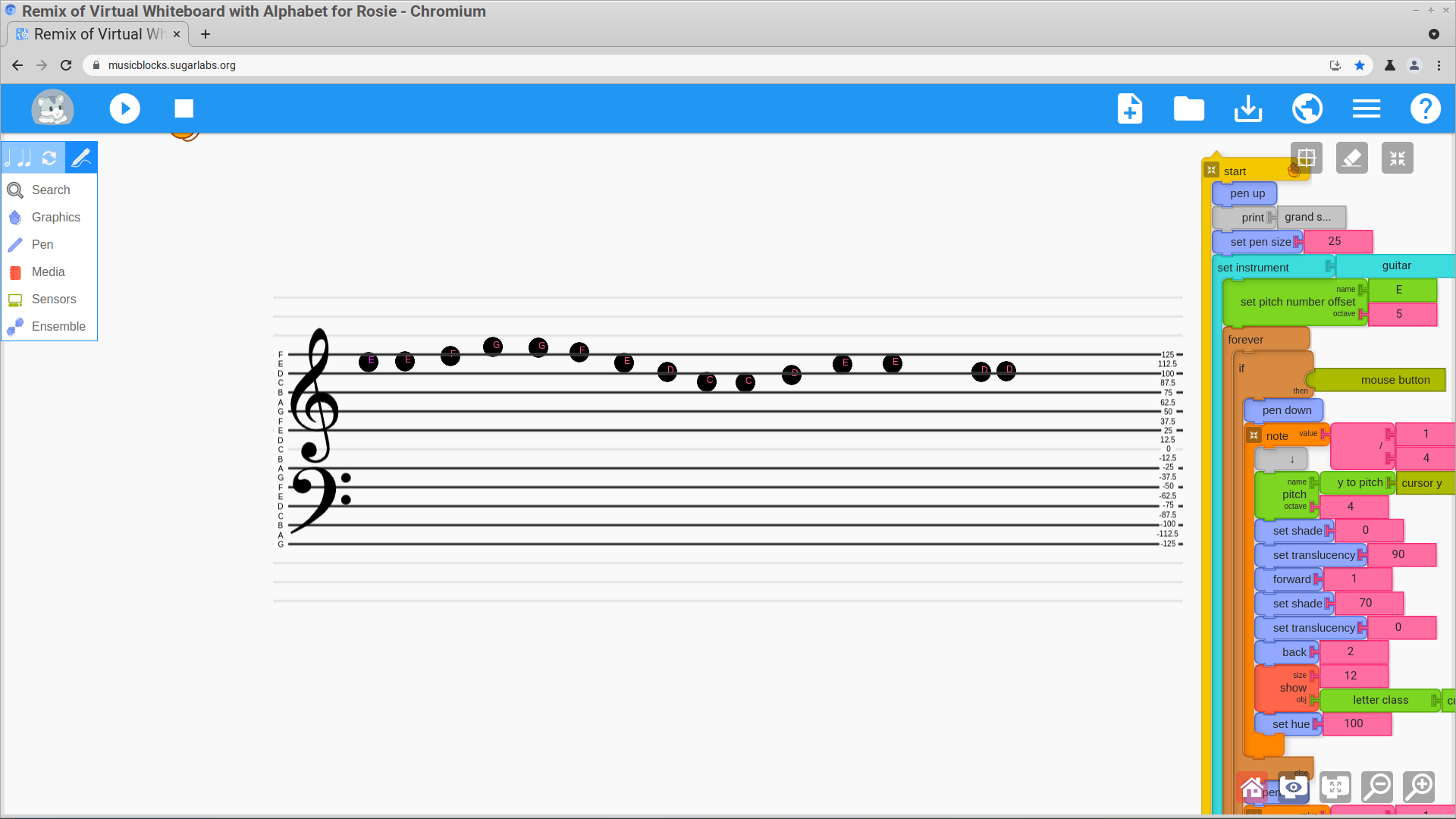
Programació amb Music Blocks, amb sortida en forma de pentagrama.
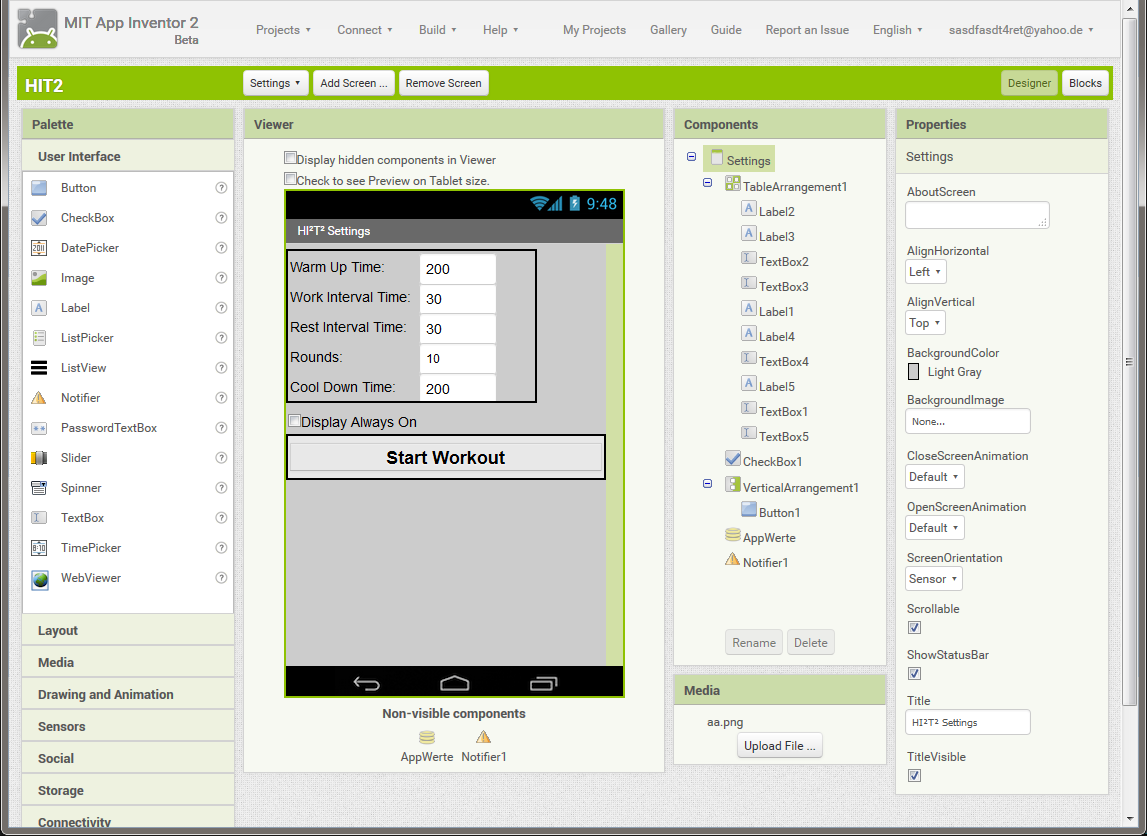
Interfície de Mit app inventor
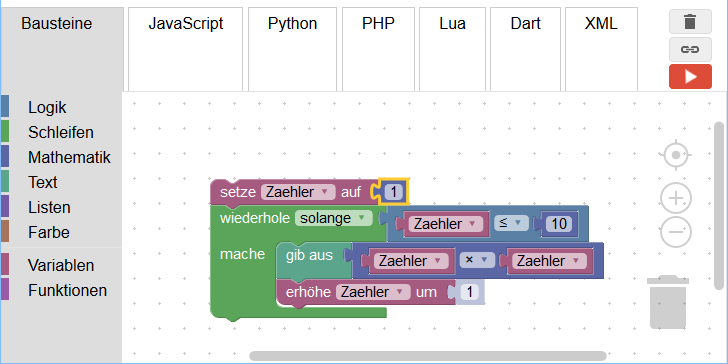
Blockly, programari lliure (Apache).
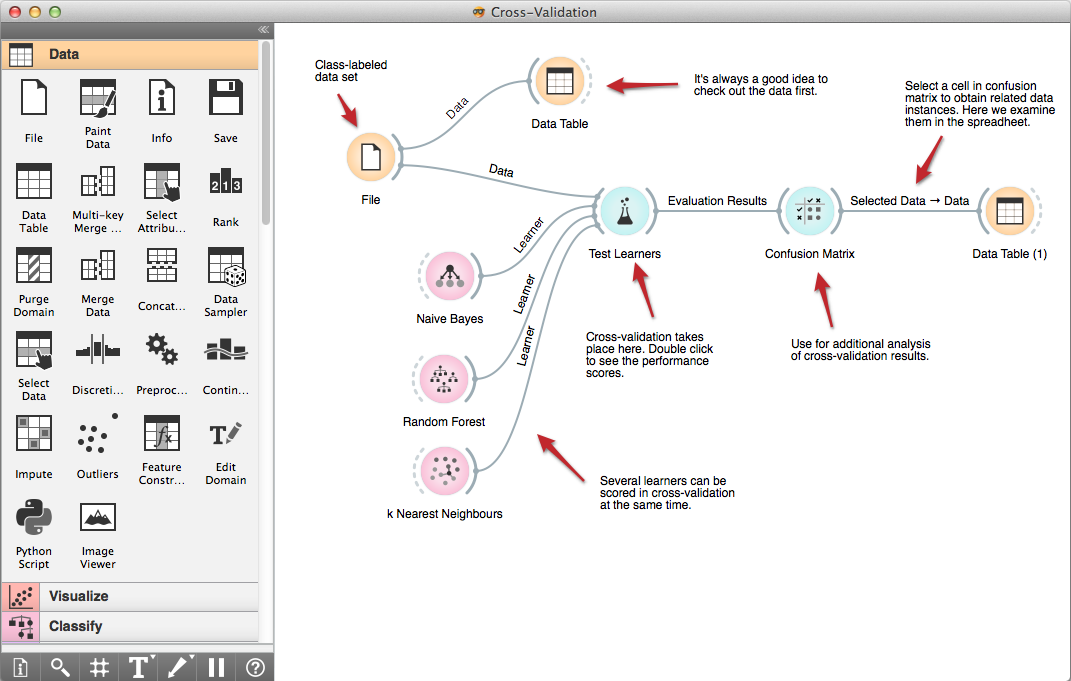
Orange, programació de processos de "mineria de dades". Programari lliure.
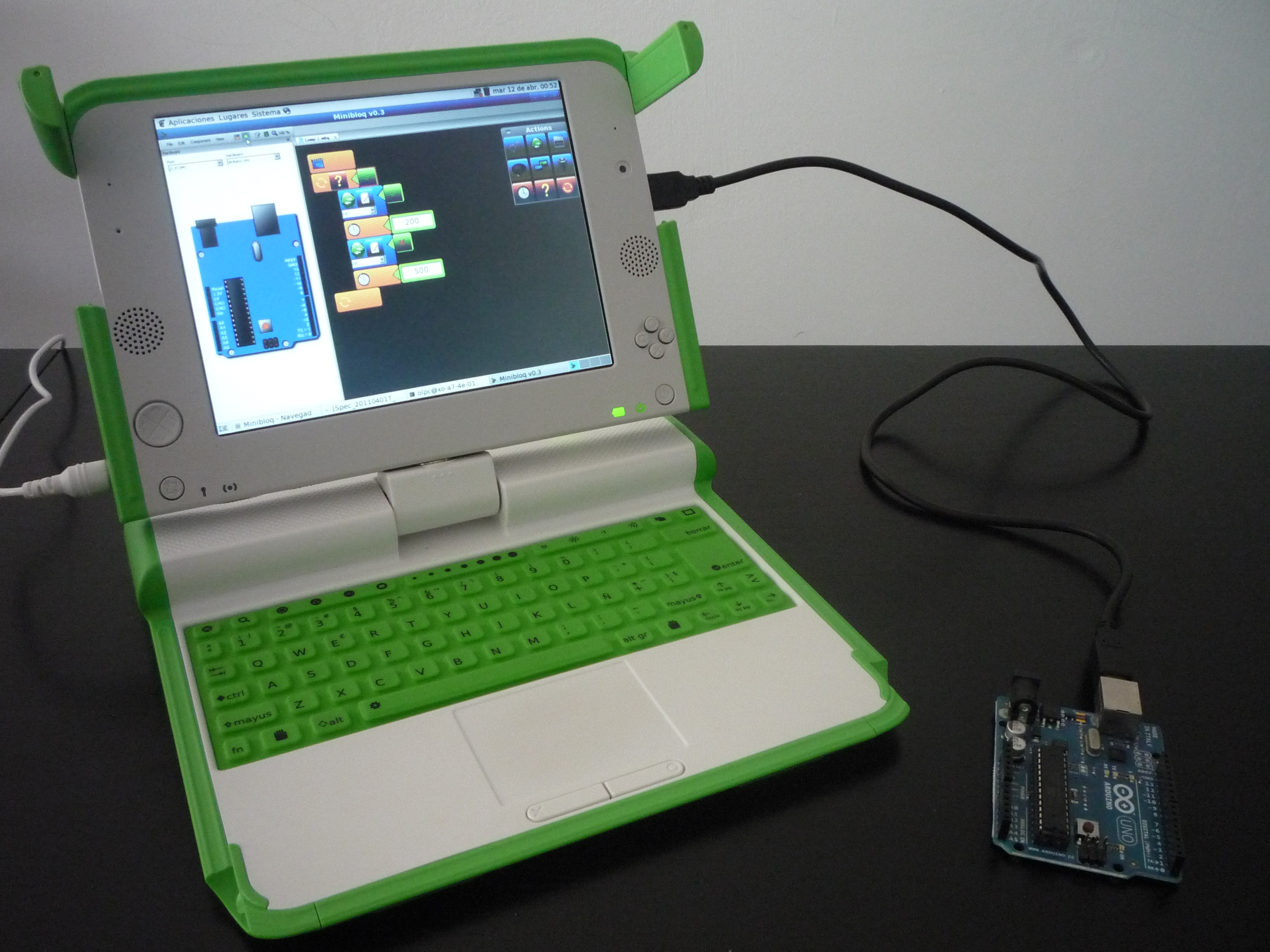
Programant Arduino amb Minibloq
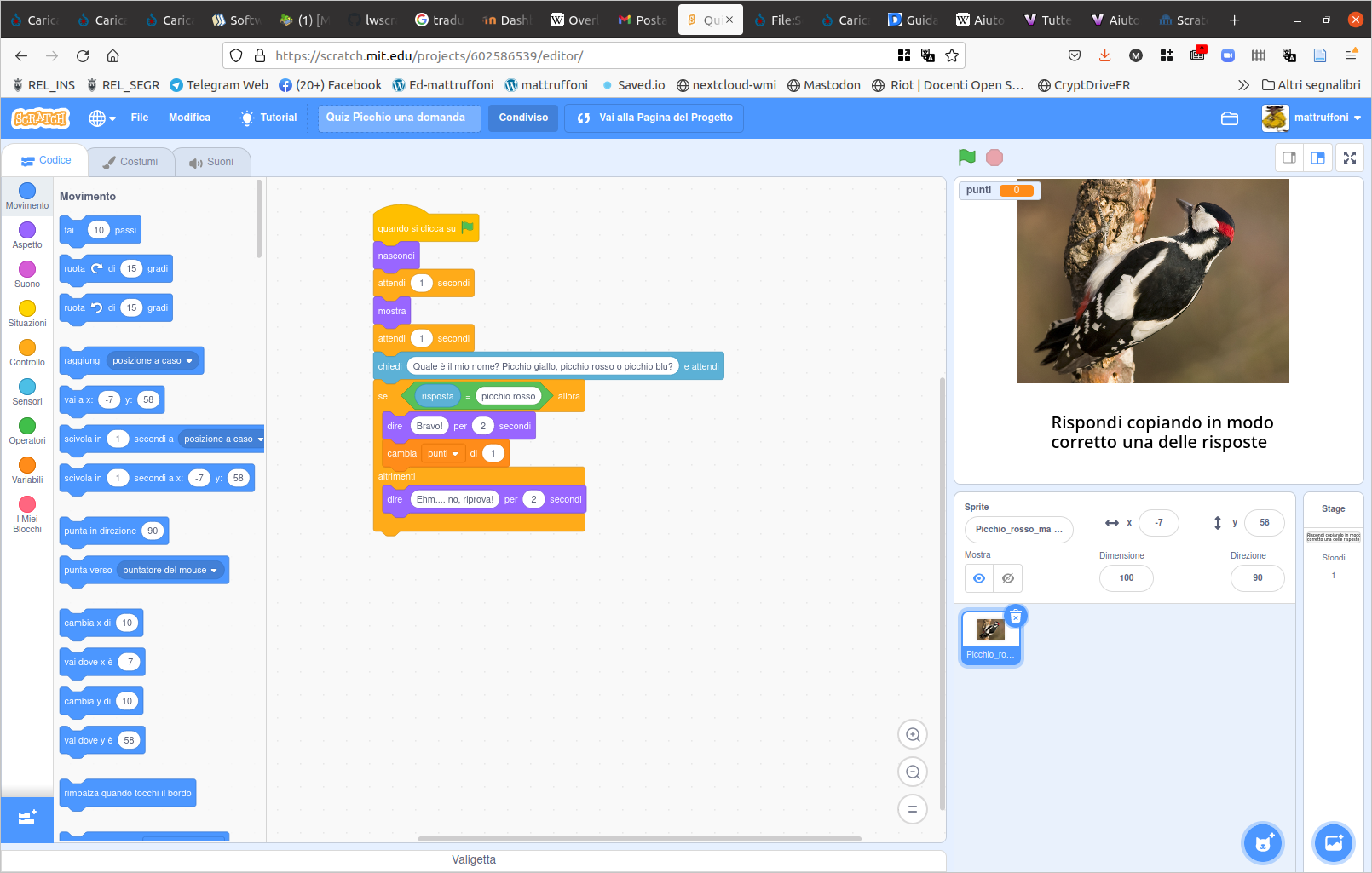
Interfície del programari Scratch. Abastament emprat en educació.